# تیم هاردین
تیم هاردین (انگلیسی: Tim Hardin؛ ۲۳ دسامبر ۱۹۴۱ – ۲۹ دسامبر ۱۹۸۰) خواننده و موسیقی‌دان فولک اهل ایالات متحده آمریکا بود. او بین سال‌های ۱۹۶۴ تا ۱۹۸۰ میلادی فعالیت می‌کرد و چندین ترانهٔ پرطرفدار (Hit) از خود به‌جا گذاشت که بسیاری از هنرمندان دیگر آن‌ها را بازخوانی کرده‌اند، از جمله: «اگر نجار بودم» (If I Were a Carpenter)، «دلیل مجاب‌کننده» (Reason to Believe) و «چطور به یک رؤیا چنگ می‌زنیم؟» (?How Can We Hang On to a Dream).
تیم هاردین سال ۱۹۸۰ بر اثر اوردوز هروئین درگذشت.